# Eutelsat 25B
Eutelsat 25B ou Es'hail 1 est le premier satellite du Qatar. C'est un satellite de télécommunications opéré par Es'hailSat (en). Le satellite est basé sur une plate-forme Space Systems/Loral 1300 (en), et a été mis sur orbite par une fusée Ariane 5 depuis Kourou. En 2018 Eutelsat a vendu le satellite à Es’hailSat pour 135 millions €.